# Bushido

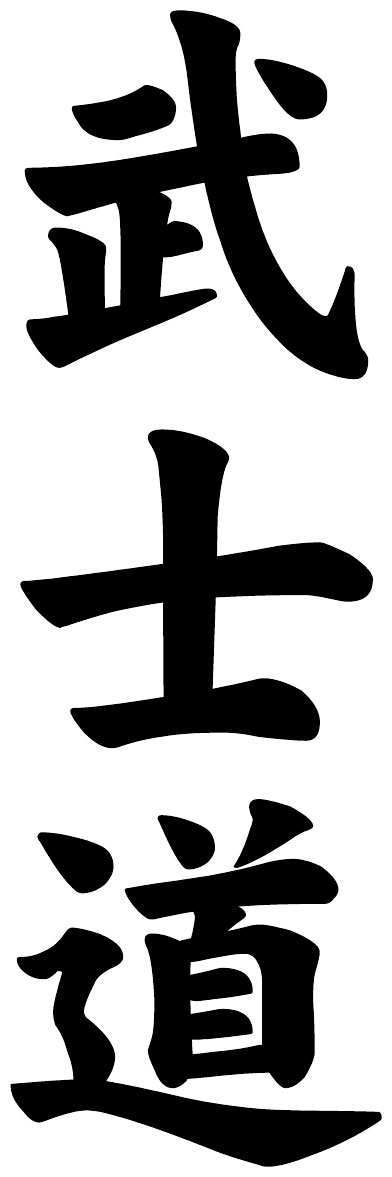
Trascrizione in kanji di «bushido»

Il bushido (武士道?, bushidō, lett. "la via (道?, dō) del guerriero (武士?, bushi)"), è un codice di condotta e uno stile di vita - simile al concetto europeo di cavalleria e a quello romano del mos maiorum - adottato dai samurai (o, come sono comunemente chiamati dai giapponesi, bushi (武士?), da cui il nome), cioè la casta guerriera in Giappone. In esso, a differenza di altri addestramenti militari nel mondo, sono raccolte, oltre le norme di disciplina militari, anche quelle morali che presero forma in Giappone durante gli shōgunati di Kamakura (1185-1333) e Ashikaga (1336-1573), e che furono formalmente definite ed applicate nel periodo Tokugawa (1603-1867).

## Storia
Sebbene risalga al 660 a.C., questo codice fu citato per la prima volta nel Kōyō Gunkan (1616) e messo organicamente per iscritto, in seguito, da Tsuramoto Tashiro, che raccolse le regole del monaco-samurai Yamamoto Tsunetomo (1659-1719) nel noto testo Hagakure.
Ispirato alle dottrine del buddhismo e del confucianesimo adattate alla casta dei guerrieri, il bushido esigeva il rispetto dei valori di onestà, lealtà, giustizia, compassione, dovere, coraggio, sincerità, eroismo, onore, gentilezza e cortesia, i quali dovevano essere perseguiti fino alla morte. Il venir meno a questi princìpi causava il disonore del guerriero, che espiava la propria colpa commettendo il seppuku, il suicidio rituale.
Successivamente alla Restaurazione Meiji (1866-1869), il bushido ebbe come punto fondante il rispetto assoluto dell'autorità dell'imperatore e divenne uno dei capisaldi del nazionalismo giapponese. Uno dei princìpi del bushido, l'assoluto disprezzo per il nemico che si arrende, fu la causa dei trattamenti brutali e denigranti a cui i giapponesi sottoposero i prigionieri nel corso della seconda guerra mondiale (al contrario del mos romano, nel quale con la resa - dopo la relativa intimazione - il nemico viene risparmiato mentre, se rifiuta di arrendersi, viene sterminato); l'inaccettabilità etica della resa e la ricerca di una morte onorevole in combattimento spinsero molti kamikaze all'estremo sacrificio.

## I sette princìpi del bushido

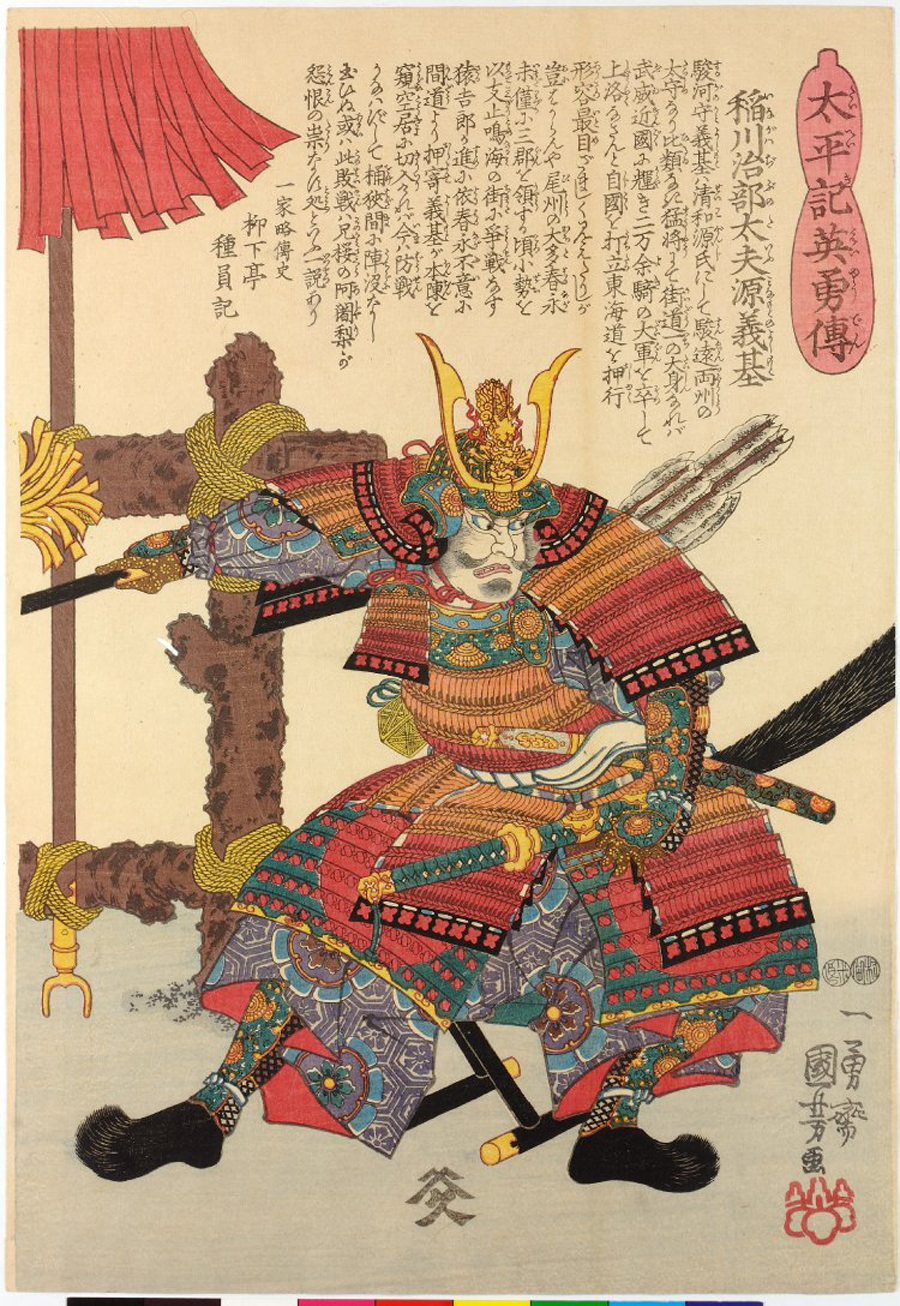
Il daimyō Imagawa Yoshimoto

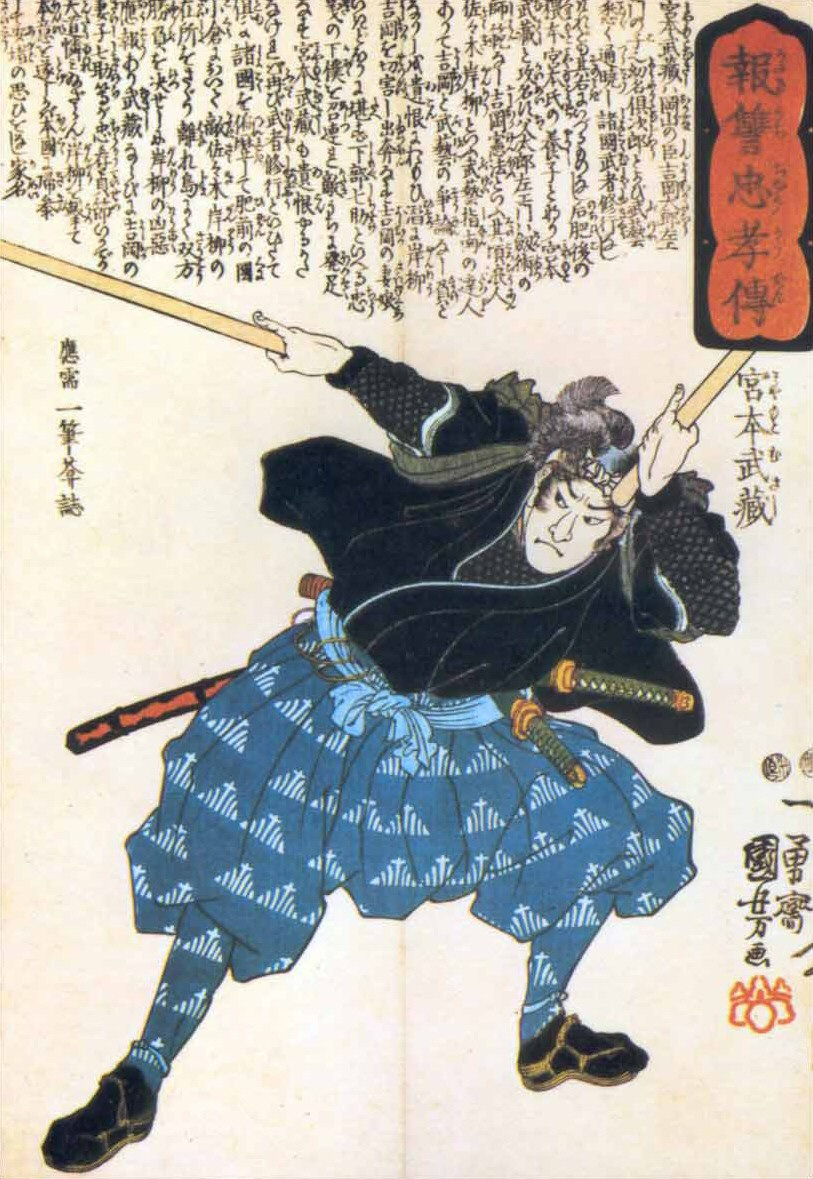
Il samurai Miyamoto Musashi, uno dei più celebri della storia giapponese

Il Bushido si fonda su sette concetti fondamentali, ai quali il samurai deve scrupolosamente attenersi:
義, Gi: Onestà e Giustizia
Sii scrupolosamente onesto nei rapporti con gli altri, credi nella giustizia che proviene non dalle altre persone ma da te stesso. Il vero Samurai non ha incertezze sulla questione dell'onestà e della giustizia. Vi è solo ciò che è giusto e ciò che è sbagliato.
勇, Yu: Eroico Coraggio
Elevati al di sopra delle masse che hanno paura di agire, nascondersi come una tartaruga nel guscio non è vivere. Un Samurai deve possedere un eroico coraggio, ciò è assolutamente rischioso e pericoloso, ciò significa vivere in modo completo, pieno, meraviglioso. L'eroico coraggio non è cieco ma intelligente e forte.
仁, Jin: Compassione
L'intenso addestramento rende il samurai svelto e forte. È diverso dagli altri, egli acquisisce un potere che deve essere utilizzato per il bene comune. Possiede compassione, coglie ogni opportunità di essere d'aiuto ai propri simili e se l'opportunità non si presenta egli fa di tutto per trovarne una. La compassione di un samurai va dimostrata soprattutto nei riguardi delle donne e dei fanciulli.
礼, Rei: Gentile Cortesia
I Samurai non hanno motivi per comportarsi in maniera crudele, non hanno bisogno di mostrare la propria forza. Un Samurai è gentile anche con i nemici. Senza tale dimostrazione di rispetto esteriore un uomo è poco più di un animale. Il Samurai è rispettato non solo per la sua forza in battaglia ma anche per come interagisce con gli altri uomini. Il miglior combattimento è quello evitato.
誠, Makoto: Completa Sincerità
Quando un Samurai esprime l'intenzione di compiere un'azione, questa è praticamente già compiuta, nulla gli impedirà di portare a termine l'intenzione espressa. Egli non ha bisogno né di "dare la parola" né di promettere. Parlare e agire sono la medesima cosa.
名誉, Meiyo: Onore
Vi è un solo giudice dell'onore del Samurai: lui stesso. Le decisioni che prendi e le azioni che ne conseguono sono un riflesso di ciò che sei in realtà. Non puoi nasconderti da te stesso.
忠義, Chugi: Dovere e Lealtà

Per il Samurai compiere un'azione o esprimere qualcosa equivale a diventarne proprietario. Egli ne assume la piena responsabilità, anche per ciò che ne consegue. Il Samurai è immensamente leale verso coloro di cui si prende cura. Egli resta fieramente fedele a coloro di cui è responsabile.

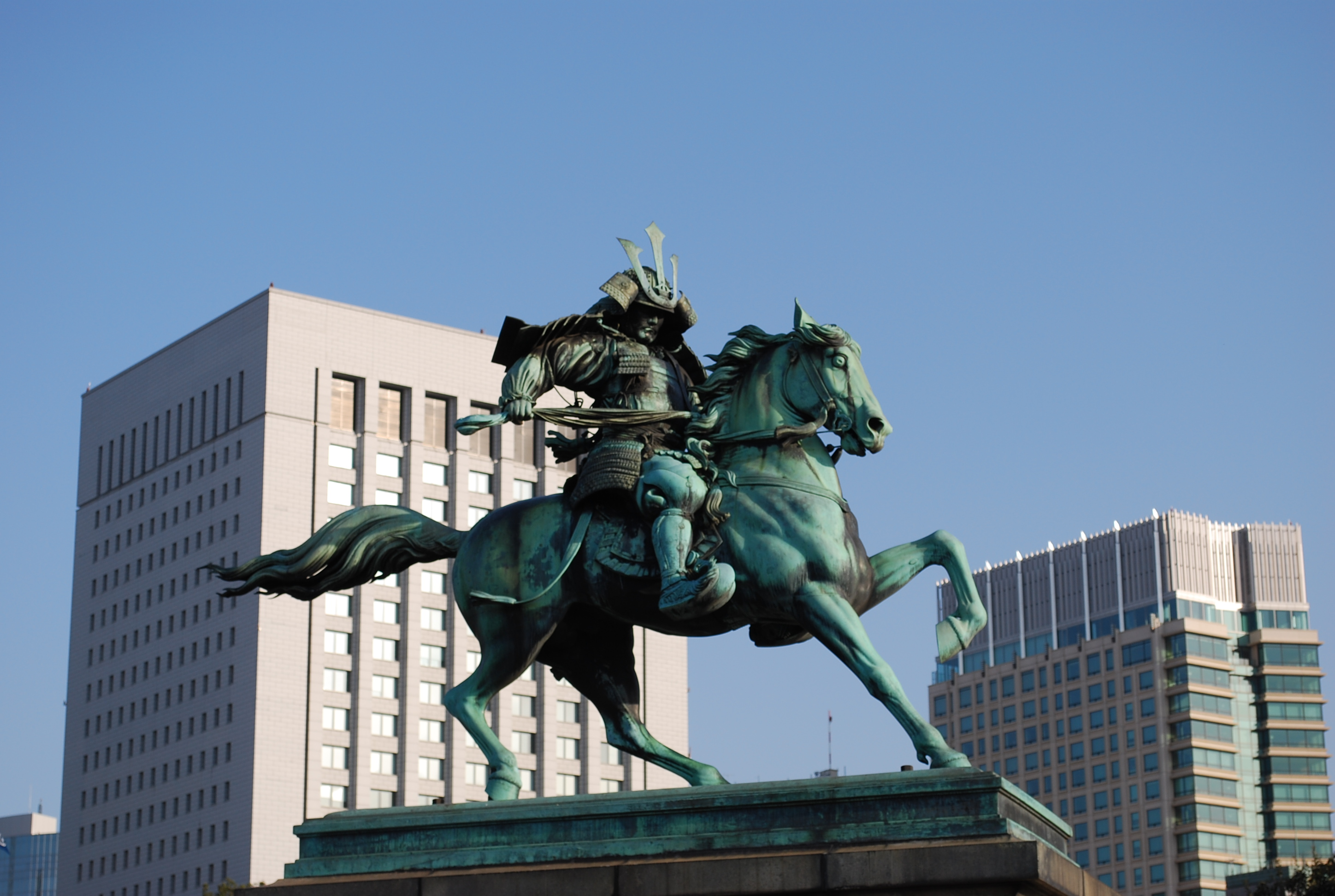
Statua raffigurante il samurai Kusunoki Masashige, vissuto nel XIV secolo, icona del Bushido. Aveva combattuto per l'Imperatore Go-Daigo, sconfiggendo lo shogunato Kamakura. È considerato un eroe nazionale ed un patriota; la scultura è situata davanti al Palazzo Imperiale di Tokyo.

## Utilizzo
Il Bushido è spesso descritto come uno specifico codice morale che tutti i membri della classe samurai erano obbligati a seguire. Storicamente, tuttavia, i samurai hanno aderito a molteplici codici guerrieri, le cui interpretazioni variavano a seconda del clan samurai, degli individui e delle epoche.  Questi codici e filosofie sono cambiati radicalmente nelle diverse epoche. Il primo tipo di protobushido esiste fin dal periodo Kamakura (1185). Il grado di pietà e di interpretazione variava da persona a persona. Almeno a partire dal periodo Sengoku, i samurai non si sono fatti scrupoli a usare certe armi. La ritirata dalle battaglie avveniva se non era possibile vincerle, mentre altri preferivano combattere fino alla fine. I samurai non cercavano attivamente una morte onorevole. Tuttavia, morire al servizio del daimyo era onorevole solo quando si promuoveva la causa del daimyo stesso.
I samurai avevano usanze oscure, la più famosa delle quali: il Kiri-suta gomen aveva il diritto di colpire le classi inferiori che li disonorava. Il seppuku era un suicidio rituale per morire con dignità o per ripristinare il proprio onore. Lo tsujigiri (uccisione all'incrocio) per attaccare un avversario umano allo scopo di testare un'arma o un'abilità si diffuse all'inizio del periodo Edo fino a quando non fu vietato. L'esatta frequenza dell'uso dello tsujigiri è sconosciuta e nessun clan di samurai lo ha mai ammesso.